# فيرنون غلاس
فيرنون غلاس (بالإنجليزية: Vernon Glass)‏ هو لاعب كرة قدم أمريكية أمريكي، ولد في 14 أكتوبر 1928 في بلومبورغ في الولايات المتحدة، وتوفي في 3 ديسمبر 2005.